# Блумквист, Йеспер
Ларс Йе́спер Блу́мквист (швед. Lars Jesper Blomqvist; 5 февраля 1974, Тавелшё, Швеция) — шведский футболист, левый полузащитник (бровочник), футбольному таланту которого не суждено было в полной мере раскрыться из-за ряда тяжелых травм. Играл в таких клубах как «Гётеборг», «Милан», «Манчестер Юнайтед». С 1994 по 2002 год провёл 30 матчей в составе национальной сборной Швеции, бронзовый призёр чемпионата мира по футболу 1994 года.
После завершения игровой карьеры является ассистентом главного тренера шведского «Энчёпинга».

## Карьера игрока
Блумквист начал профессиональную футбольную карьеру в 1992 году в шведском клубе «Умео». За этот клуб он сыграл один сезон, после чего перешёл в более титулованный «Гётеборг». В составе «Гётеборга» Блумквист четыре раза подряд выигрывал чемпионат Швеции (в 1993, 1994, 1995 и 1996 годах), а также дебютировал в Лиге Чемпионов, где привлек внимание футбольных селекционеров ведущих клубов Европы. В 1996 году он подписал контракт с итальянским «Миланом».
В «Милане» он сыграл лишь один сезон, после чего перешёл в «Парму». В «Парме» он также отыграл один сезон, и в 1998 году был приобретён английским клубом «Манчестер Юнайтед», где должен был замещать нападающего манкунианцев Райана Гиггза.
Первый сезон Блумквиста в «Манчестере» стал самым успешным в его карьере; в этом сезоне клуб сделал дубль в национальном чемпионате, выиграв титул чемпиона Англии и Кубок Англии, а также выиграл сильнейший клубный турнир Европы — Лигу Чемпионов; в финале Лиги 26 мая 1999 года на барселонском стадионе «Ноу Камп» была побеждена мюнхенская «Бавария». Финал Лиги стал последним официальным матчем Блумквиста в составе «Манчестера»: он получил тяжелую травму коленного сустава и на протяжении двух следующих сезонов оставался на скамейке запасных, ни разу не выйдя на поле. В ноябре 2001 года он перешёл в другой английский клуб «Эвертон».
Тренер «Эвертона» Уолтер Смит планировал использовать Блумквиста во фланговых атаках в паре с его соотечественником Никласом Александерссоном. Однако Блумквист снова получил травму, и Дэвид Мойес, который сменил Смита на должности главного тренера клуба, летом 2003 года позволил ему перейти к «Чарльтон Атлетик». В «Чарльтоне» в сезоне 2002/03 Блумквист сыграл лишь три матча, после чего вернулся на родину. В Швеции он в течение двух сезонов был игроком «Юргордена», с которым в 2003 году в пятый раз стал чемпионом Швеции. Однако в этой команде он провёл всего 9 матчей в 2003 году, и в дальнейшем из-за проблем со здоровьем в 2005 году был вынужден преждевременно завершить игровую карьеру в возрасте 31 года.

## Карьера в сборной
В составе национальной сборной Швеции Блумквист выходил на поле в 30 матчах. Он принимал участие в чемпионате мира 1994 года в США, на котором Швеция сенсационно заняла третье место.

## Тренерская карьера
По окончании игровой карьеры Блумквист работает помощником тренера в клубе «Энчёпинг». Кроме того, он часто принимает участие в спортивных передачах шведского телевидения в качестве футбольного эксперта.

## Вне спорта
В 2017 году Йеспер Блумквист принял участие в шведском танцевальном шоу Let's Dance 2017 и вместе со своей партнёршей Малин Уотсон одержал в нём победу.

## Достижения
- Чемпион Швеции (5): 1993, 1994, 1995, 1996, 2003
- Чемпион Англии (3): 1998/99, 1999/2000, 2000/01[3]
- Обладатель Кубка Англии: 1999
- Победитель Лиги Чемпионов: 1998/99
- Бронзовый призёр Чемпионата мира 1994 года